# Nip/Tuck
Nip/Tuck is een Amerikaanse televisieserie over twee plastisch chirurgen. De serie is ontworpen door Ryan Murphy en wordt sinds 2003 oorspronkelijk uitgezonden door FX Networks. In Nederland zendt de VPRO Nip/Tuck uit op Nederland 3.
Nip/Tuck won in 2005 zowel de Golden Globe als Golden Satellite Award voor beste dramaserie.

## Rolverdeling

### Hoofdrollen
- Julian McMahon - Dr. Christian Troy
- Dylan Walsh - Dr. Sean McNamara
- Joely Richardson - Julia McNamara
- Roma Maffia - Dr. Liz Cruz
- John Hensley - Matt McNamara
- Linda Klein - Nurse Linda
- Kelly Carlson - Kimber Henry
- Kelsey Batelaan - Annie McNamara
- Jessalyn Gilsig - Gina Russo
- Bruno Campos - Dr. Quentin Costa

### Gastrollen
- G.W. Bailey - Wesley Kringle
- Sophia Bush - Ridley
- Richard Chamberlain - Arthur
- Anne Heche - Nicole Morretti
- Famke Janssen - Ava Moore
- Clyde Kusatsu - Proctor Hiroshi
- Kate Mara - Vanessa
- Shawn Pyfrom - Trevor Hayes
- Alyson Reed - Kate Fitzgerald
- Portia de Rossi - Olivia Lord
- Doug Savant - Joel Gideon
- Brittany Snow - Ariel Alderman
- Brenda Strong - Iris

## Afleveringen
Zie: Lijst van afleveringen van Nip/Tuck